# スクウェア (ゲーム会社)
株式会社スクウェア（英: SQUARE CO., LTD.）は、かつて存在した日本のコンピュータゲームソフト会社。2003年（平成15年）4月1日に同業のエニックスと合併し、スクウェア・エニックス（法人としては現在のスクウェア・エニックス・ホールディングス）となった。以下ではこの旧スクウェアについて解説する。
古くは『ディスク・オリジナル・グループ DOG』などでファミリーコンピュータ ディスクシステム向けソフトを開発していた。同社発売の『ファイナルファンタジーシリーズ』はエニックス（現スクウェア・エニックス）発売の『ドラゴンクエストシリーズ』と並ぶ、日本でのコンピュータRPGの両巨頭である。

## 概要
1983年（昭和58年）10月に創業者・宮本雅史の父が経営する徳島県の電気工事会社電友社のソフト開発部門として設立されたが、1986年（昭和61年）9月に独立。設立当初の資本金は1000万円。2002年（平成14年）3月31日当時の資本金は119億4500万円。また、元社長・武市智行の出身である四国銀行との関連も深い。
創業時に事業所を置いたのは、光栄と同じ神奈川県横浜市港北区日吉だった。ここでは人材確保を目的に、40台もの最新パソコンを自由に使える会員制サロンを開設していた。かくしてすぐ目の前にある慶應義塾大学日吉キャンパスや、横浜国立大学、神奈川大学など横浜周辺にキャンパスを置く大学の学生たちが出入りするようになる。その中からは同社でアルバイトを始め、そのまま正式入社した者もおり、同社の初期作品を手がけたスタッフには神奈川県にある大学の出身者が多い。
創業から半年後の1984年春、サロンの会員から選ばれたメンバーと公募で集められた者、計10名のスタッフによるゲームソフト開発が開始される。当初はNECPC-8801シリーズを中心としたパソコン用のアドベンチャーゲームやロールプレイングゲームを主力商品とした。シナリオ面でも評価されたほか、ビジュアル性にこだわりを見せた内容がクローズアップされる事が多かった。部分的ではあるがアニメーションを取り入れた『WILL デス・トラップII』、パッケージイラストにいのまたむつみを起用した上にゲーム本編のアニメ風ビジュアルで人気となった『アルファ』、日本サンライズと組んで内容面でもビジュアル面でもロボットアニメの雰囲気を強く打ち出した『クルーズチェイサー ブラスティー』などはゲーム情報誌でも大きく取り上げられた。またラインナップ充実のため、他社作品の移植にも力を入れていた。
1985年（昭和60年）から任天堂とライセンス契約を結びファミコン用ソフトを提供し始める。ファミコン市場への参入は開発スタッフからの要望に応えてのものだったという。当時のパソコンは機種ごとに独自仕様であり、後継機種であっても従来機のソフトが動かない事も多く、移植にも新規開発と同等に労力を要したのに対し、ファミコンには内部仕様の変更はあれどハードの変更がなく、また移植の必要もないのでより腰を据えて開発に臨めるという理由からである。1986年には、ファミコン初のアクションRPGとして『キングスナイト』を発表した。しかし実質、RPG要素の薄い従来型のシューティングゲームであり、販売本数も伸びなかった。その後もパソコンゲームメーカーと組んでファミリーコンピュータ ディスクシステムで多くのゲームを送り出すディスク・オリジナル・グループ（DOG） ブランドを展開するなど意欲を見せるも、なかなかヒット作を出せずにいた。
市場からの撤退も考えていた中、坂口博信（後に副社長）らが開発し、1987年に発売された『ファイナルファンタジー』のヒットで飛躍の足がかりを掴み、その後は『サガ』シリーズ、『聖剣伝説』シリーズ等のRPGを主に制作、一気に大手メーカーとなった。
『ファイナルファンタジー』のヒットは同社に多大な利益をもたらした。『ファイナルファンタジーII』の発売と前後する時期、代々木で『ファイナルファンタジー』のグッズショップを展開した。このショップではスクウェアからライセンスを得て各社が発行していた出版物等の他、イメージイラストを使用したマグカップ等オリジナルグッズも扱っていた。
1992年（平成4年）に宮本に代わり水野哲夫が社長に就任。ゲームボーイ用ソフトの開発を引き上げ、タイトルをスーパーファミコンに専念。ミリオンセラーを続々と叩き出し、株式店頭公開も行う。1995年（平成7年）には本社を目黒区のアルコタワーに移転。同年は『ドラゴンクエストシリーズ』の堀井雄二、漫画家の鳥山明と共に『クロノ・トリガー』を制作、更にはマリオシリーズのキャラクターを扱った『スーパーマリオRPG』も任天堂と共同制作し、同社は絶頂期を迎える。
1996年（平成8年）、水野に代わり武市智行が社長に就任。『トバルNo.1』でPlayStationに参入。そして翌1997年（平成9年）に発売した『ファイナルファンタジーVII』は国内で400万本、全世界で1,035万本という売上を記録。しかし、同時期に任天堂と絶縁状態になり山内溥社長（当時）にゲームボーイでのソフトリリースを「死んでもさせるつもりはない」とまで言われるほど険悪な関係に陥る。（詳しくはスクウェア・エニックス#任天堂との関係を参照）。一方、1999年（平成11年）にバンダイから発売された、任天堂ゲームボーイのライバルとなる携帯ゲーム機ワンダースワンに参入し、同機種の売り上げに貢献。しかし、ゲームボーイの牙城は崩すことはできなかった。なお、2002年（平成14年）には和解して任天堂のゲーム機で再びソフトをリリースしている。
2000年（平成12年）5月、武市に変わって鈴木尚副社長が社長となる。
また2000年（平成12年）頃からは制作するゲームソフトを『ファイナルファンタジー』絡みの作品に絞ろうとする方針を打ち出した。そのため、一部の開発者が退社してモノリスソフトやブラウニーブラウン、サクノス、アルファドリーム、ポンスビックなどの会社を設立していった。しかし、鈴木尚社長退任後は方向を転換し、ブラウニーブラウンやモノリスソフトには外注を依頼している。
米国のゲーム会社、エレクトロニック・アーツ社の日本進出の際に合弁で「エレクトロニック・アーツ・スクウェア株式会社」を設立した。また、逆にスクウェアが海外進出する際も、米国子会社「SQUARE ELECTRONIC ARTS LLC.」を合弁で設立した。
2001年（平成13年）に制作した映画版『ファイナルファンタジー』の興行成績が振るわず、特別損失を計上。鈴木尚社長は責任を取って辞任し、和田洋一に社長が交代。財務体質を改善するため、ソニー・コンピュータエンタテインメント（SCE）の資本参加を受けた。実はSCEに資本参加を求める前に当時絶縁状態にあった任天堂に救済を求めていたが、両者の考え方の違い、特にオンライン面にまだ懐疑的だった任天堂が救済の条件に、スクウェアが推し進めていたPlayOnline事業の凍結を求めたため、交渉は決裂に終わっている。
2002年（平成14年）11月26日に株式会社エニックスとの合併を発表。しかし、スクウェアのオーナーであり、筆頭株主の宮本が株式交換比率1対0.81ではスクウェアの価値を低く見ているとして合併に反対を表明し、後に比率が1対0.85に変更されるというアクシデントもあった。2003年（平成15年）4月1日に合併し、スクウェア・エニックスとなった。これをエニックスによる救済措置と見る向きが多い。なお、この時点で既にスクウェアの財務状態は改善されていた。

### 社風
1990年代には大阪に開発所を設けていたことがあり、「時空の覇者 Sa・Ga3」「ファイナルファンタジーUSA ミスティッククエスト」「ルドラの秘宝」「アインハンダー」などを生み出した。
1990年代後半の3DCG制作が全盛の頃、ハワイのホノルルに開発スタジオを置いていた時期もあり、坂口博信は現在もホノルルを拠点に活動している。
1990年代中盤は、他のゲーム会社でヒットソフトを作った開発陣を移籍させるというヘッドハンティングが目立ち、それによって従来のRPGだけのメーカーというイメージを脱却しようと、対戦型格闘ゲーム、スポーツゲームなどその他のジャンルのシリーズものの確立を目指した。
一時期、スポーツゲーム、テーブルゲームなどで、「AQUES（アクエス）」というサブブランドを使用していた。
スーパーファミコンの全盛期、アスキー（現エンターブレイン）のパソコンゲーム情報誌「ログイン」に、毎号4〜6ページの求人広告を出稿していた。見開き単位での構成で、主に当時のスクウェアがアピールしていた「労働裁量制による働きやすさ重視の企業」という点を強く打ち出した内容となっていた。この時期、既にパソコンゲームソフト市場からは事実上撤退していたスクウェアのこの広告は、同誌に掲載される広告の殆どがゲームその他のパソコンソフトやパソコン本体のものだった事も手伝って、かなり浮いた存在だった。

## 沿革

### 宮本雅史社長時代
- 1986年9月 - 東京都中央区銀座三丁目11番13号に（旧）株式会社スクウェア設立。
- 1987年9月 - 本社を東京都台東区台東三丁目12番1号に移転。
- 1990年2月27日 - 本社を東京都港区赤坂七丁目6番38号に移転。
- 1991年4月24日 - 株式額面金額の変更を目的として、（新）株式会社スクウェア（1966年7月11日設立）に合併。本店を東京都目黒区上目黒三丁目10番3-209号から旧会社の本店である東京都港区赤坂七丁目6番38号に移転。

### 水野哲夫社長時代
- 1992年3月 - 登記上の本店を東京都港区西新橋一丁目6番21号（大和銀行ビル）に移転。実質的な本社機能を、東京都渋谷区恵比寿一丁目13番6号に移転。
- 1993年9月 - 登記上の本店を東京都渋谷区恵比寿一丁目20番18号（三富ビル）に移転。
- 1994年1月 - ソリッド（旧商号：コブラチーム）を買収し、100%子会社とする。
- 1994年6月 - 登記上の本店を東京都港区西麻布四丁目3番11号に移転。
- 1994年8月 - 株式店頭公開。
- 1995年 - 『スーパーマリオRPG』の開発メンバーを中心とした社員が辞職・独立し、ラブデリックを設立。その後バンプール・スキップ・パンチラインなどの会社に分かれる。
- 1995年7月 - 本社を東京都目黒区下目黒一丁目8番1号（アルコタワー）に移転。
- 1996年2月 - 完全子会社として株式会社デジキューブを設立。

### 武市智行社長時代
- 1997年5月 - ホノルルスタジオを設置。坂口博信副社長及び榊原幹典を中心に映画や『ファイナルファンタジーIX』の開発を行う。
- 1997年8月 - 『聖剣伝説2』や『聖剣伝説3』などの作曲をした菊田裕樹を中心とした社員が辞職・独立し、サクノスを設立。
- 1998年5月 - エレクトロニック・アーツと日米に合弁会社を設立。アメリカにはスクウェアのソフトをアメリカ向けに販売するSquare Electronic Arts LLCをスクウェアが70%、エレクトロニック・アーツが30%出資して設立し、日本にはエレクトロニック・アーツ製品を販売するエレクトロニック・アーツ・スクウェア株式会社をスクウェアが30%、エレクトロニック・アーツが70%出資して設立[5]。
- 1998年11月 - フルCG映画「Final Fantasy The Movie」の制作を発表。
- 1999年7月 - CG部門を株式会社スクウェアヴィジュアルワークスに、サウンド部門を株式会社スクウェアサウンズに、品質管理・ユーザーサポート部門を株式会社スクアーツにそれぞれ完全子会社として分社化。完全子会社として株式会社スクウェアネクスト（株式会社ゲームデザイナーズ・スタジオ→SQEX）を設立。
- 1999年10月 - 『ゼノギアス』の開発メンバーを中心とした社員が辞職・独立し、モノリスソフトを設立。
- 2000年1月 − 大阪開発部長の藤岡千尋及び水野哲夫元社長を中心とした社員が辞職・独立し、アルファドリームを設立。
- 2000年1月29日 - プライベートイベントスクウェア・ミレニアムを開催、オンラインサービスPlay OnlineとファイナルファンタジーIX、X、XIの計3作を同時発表
- 2000年2月 - 『クロノ・トリガー』のグラフィックディレクターをした蒲田泰彦を中心とした社員が辞職・独立し、ポンスビックを設立。
- 2000年5月 - 開発事業部の統廃合が行われた(通称FFシフト)。武市智行社長に代わり鈴木尚副社長が社長となる。

### 鈴木尚社長時代
- 2000年6月 - 『聖剣伝説 LEGEND OF MANA』の開発メンバーを中心とした社員が辞職・独立し、ブラウニーブラウンを設立。
- 2000年6月 - 経営コンサルタントの大前研一、元マイクロソフト日本法人社長の成毛眞が社外取締役に就任。
- 2000年8月 - 東京証券取引所一部上場。
- 2001年1月 - 株式会社スクウェアヴィジュアルワークス及び株式会社スクアーツを合併。
- 2001年2月 - ファイナルファンタジーシリーズの生みの親である坂口博信副社長が『ファイナルファンタジーX』発売延期の責任を取る形で[要出典]辞任。その後辞職・独立し2004年にミストウォーカーを設立する。
- 2001年10月 - ソニー・コンピュータエンタテインメントに対する約149億円の第三者割当増資を実施し、ソニー・コンピュータエンタテインメントが発行済み株式の約19％を取得[6]。
- 2001年12月 - 鈴木尚社長に代わり和田洋一が社長となる。

### 和田洋一社長時代
- 2002年3月 - ホノルルスタジオを閉鎖。
- 2002年4月 - 株式会社スクウェアサウンズを合併。
- 2002年5月 - 榊原幹典を中心とした社員が辞職・独立し、Sprite Entertainment（アミューズの子会社→オー・エル・エム デジタルの子会社）を設立。
- 2002年6月19日 - 株式会社クエストよりゲームソフトウェア事業の譲渡を受ける。
- 2003年2月 - スクウェア大阪開発部のサウンドスタッフ、関戸剛と福井健一郎がバンド「THE BLACK MAGES」を結成。
- 2003年3月31日 - エレクトロニック・アーツ・スクウェア株式会社（現エレクトロニック・アーツ株式会社）の全株式を米国エレクトロニック・アーツ社へ譲渡。合弁を解消する。
- 2003年4月1日 - 株式会社エニックスと合併し、株式会社スクウェア・エニックスが発足。存続会社はエニックスで、スクウェアは解散。

## 開発・発売タイトル一覧

### パーソナルコンピュータ用ソフト
- デス・トラップ THE DEATH TRAP (1984年10月 アドベンチャー PC-8801、PC-9801、FM-7）
- Will -The death trap 2-（1985年6月 アドベンチャー PC-8801、PC-9801、FM-7、X1）
- ドラゴンスレイヤー DRAGON SLAYER (1985年9月 RPG、MSX、PC-9801用への移植版) オリジナル版(1984年10月)は日本ファルコム
- テグザー THEXDER (1985年7月20日 シューティング、X1用への移植版) オリジナル版(1985年4月)はゲームアーツ
- アルファ ALPHA (1986年7月8日 アドベンチャー PC-8801、PC-9801、X1、FM-7)
- クルーズチェイサー ブラスティー CRUISE CHASER BLASSTY (1986年4月26日 RPG PC-8801、PC-9801、X1)
- キングスナイトスペシャル KING'S KNIGHT SPECIAL (1987年6月 RPG PC-8801mkIISR、X1用への移植版)
- ジェネシス GENESIS (1987年 RPG PC-8801mkIISR、PC-9801)
- エイリアン2 ALIENS2 (1987年 アクション MSX)
- ファイナルファンタジーVIII（Windows版、2000年3月23日、発売はエレクトロニック・アーツ）
- ファイナルファンタジーXI（Windows版、2002年11月7日、オープン価格、オンラインRPG）

### ファミリーコンピュータ用ソフト
- テグザー（1985年12月19日、5,500円、シューティング）オリジナル版はゲームアーツ
- キングスナイト（1986年9月18日、4,900円、シューティング）パッケージでは「フォーメーションRPG」というジャンルを標榜していた。
- ハイウェイスター（1987年8月7日、4,500円、レース）
- JJ 〜 とびだせ大作戦パート2（1987年12月7日、4,500円、シューティング）
- ファイナルファンタジー（1987年12月18日、5,900円、RPG）
- ディープダンジョンIII 勇士への旅（1988年5月13日、5,900円、RPG）
- 半熟英雄（1988年12月2日、5800円、シミュレーションRPG）
- ファイナルファンタジーII（1988年12月17日、6,500円、RPG）
- スクウェアのトム・ソーヤ（1989年11月30日、6,500円、RPG）
- ファイナルファンタジーIII（1990年4月27日、8,400円、RPG）
- ファイナルファンタジーI・II（1994年2月27日、6,800円、RPG）

### ファミコン ディスクシステム用ソフト
全てDOGブランドより発売。
- 水晶の龍（1986年12月15日、3,400円、アドベンチャー）
- ディープダンジョン 魔洞戦記（1986年12月19日、3,400円、RPG）
- とびだせ大作戦（1987年3月12日、3,400円、アクション）
- アップルタウン物語（1987年4月3日、3,400円、シミュレーション）
- ハオ君の不思議な旅（1987年5月1日、3,400円、アクション）
- 勇士の紋章 ディープダンジョンII（1987年5月30日、3,400円、RPG）
- 磁界少年メットマグ（1987年7月3日、3,400円、パズル）
- クレオパトラの魔宝（1987年7月24日、3,300円、RPG）
- カリーンの剣（1987年10月2日、3,300円、アクションRPG）
- 亜空戦記ライジン（1988年7月12日、書き換え500円、シューティング）
- ムーンボールマジック（1988年7月12日、書き換え500円、ピンボール）

### ゲームボーイ用ソフト
- 魔界塔士Sa・Ga（1989年12月15日、3,500円、RPG、110万本（日本国内））
- Sa・Ga2 秘宝伝説（1990年12月14日、4,800円、RPG、85万本（日本国内））
- 聖剣伝説 〜ファイナルファンタジー外伝〜（1991年6月28日、4,800円、アクションRPG、45万本）
- 時空の覇者 Sa・Ga3 [完結編]（1991年12月13日、4,900円、RPG）

### スーパーファミコン用ソフト
- ファイナルファンタジーIV（1991年7月19日、8,800円、RPG）
- ファイナルファンタジーIV イージータイプ（1991年10月29日、9,000円、RPG）
- ロマンシング サ・ガ（1992年1月28日、9,500円、RPG）
- ファイナルファンタジーV（1992年12月6日、9,800円、RPG）
- 半熟英雄 ああ、世界よ半熟なれ…!!（1992年12月19日、9,500円、シミュレーションRPG）
- 聖剣伝説2（1993年8月6日、9,800円、アクションRPG）
- ファイナルファンタジーUSA ミスティッククエスト（1993年9月10日、7,900円、RPG）
- ロマンシング サ・ガ2（1993年12月10日、9,900円、RPG）
- アルカエスト（1993年12月17日、8,800円、アクション）
- ファイナルファンタジーVI（1994年4月2日、11,400円、RPG）
- ライブ・ア・ライブ（1994年9月2日、9,900円、RPG）
- フロントミッション（1995年2月24日、11,400円、シミュレーションRPG）
- クロノ・トリガー（1995年3月11日、11,400円、RPG）
- 聖剣伝説3（1995年9月30日、11,400円、アクションRPG）
- ロマンシング サ・ガ3（1995年11月11日、11,400円、RPG）
- バハムートラグーン（1996年2月9日、11,400円、シミュレーションRPG）
- ガンハザード（1996年2月23日、11,400円、アクション）
- ルドラの秘宝（1996年4月5日、8,000円、RPG）
- トレジャーハンターG（1996年5月24日、7,900円、RPG）

### サテラビュー配信タイトル
- ダイナマイ・トレーサー（1996年）
- トレジャー・コンフリクス（1996年）
- 恋はバランス たとえばK君の多忙な一日編（1996年）
- ラジカル・ドリーマーズ -盗めない宝石-（1996年）

### PlayStation用ソフト
- トバルNo.1（1996年8月2日、5,800円、アクション）
- ファイナルファンタジーVII（1997年1月31日、6,800円、RPG）※ディスク3枚組
- プロロジック麻雀 牌神（1997年1月31日、5,800円、その他）
- ブシドーブレード（1997年3月14日、5,800円、アクション）
- ファイナルファンタジーIV（1997年3月21日、4,800円、RPG）
- パワーステークス（1997年4月11日、5,800円、シミュレーション）
- トバル2（1997年4月25日、5,800円、アクション）
- ファイナルファンタジータクティクス（1997年6月20日、6,800円、シミュレーションRPG）
- デジカルリーグ（1997年6月20日、5,800円、スポーツ）
- サガ フロンティア（1997年7月11日、6,800円、RPG）
- フロントミッションセカンド（1997年9月25日、6,800円、シミュレーションRPG）
- ファイナルファンタジーVII インターナショナル（1997年10月2日、6,800円、RPG）※ディスク4枚組
- パワーステークス Grade1（1997年10月9日、4,800円、シミュレーション）
- アインハンダー（1997年11月20日、5,800円、シューティング）
- フロントミッションオルタナティヴ（1997年12月18日、5,800円、シミュレーションRPG）
- チョコボの不思議なダンジョン（1997年12月23日、6,800円、RPG）
- スーパーライブスタジアム（1998年1月1日、5,800円、スポーツ）
- ゼノギアス（1998年2月11日、6,800円、RPG）※ディスク2枚組
- ブシドーブレード2（1998年3月12日、5,800円、アクション）
- 牌神2（1998年3月26日、5,800円、その他）
- パラサイト・イヴ（1998年3月29日、6,800円、RPG）※ディスク2枚組
- ファイナルファンタジーV（1998年3月19日、4,800円、RPG）
- パワーステークス2（1998年4月9日、5,800円、シミュレーション）
- 双界儀（1998年5月28日、6,800円、アクション）※ディスク3枚組
- ブレイヴフェンサー 武蔵伝（1998年7月16日、6,800円、アクションRPG）
- アナザー・マインド（1998年11月12日、5,800円、アドベンチャー）
- エアガイツ（1998年12月17日、5,800円、アクション）
- チョコボの不思議なダンジョン2（1998年12月23日、6,800円、RPG）
- IS internal section（1999年1月28日、5,800円、シューティング）
- ファイナルファンタジーVIII（1999年2月11日、7,800円、RPG）※ディスク4枚組
- ファイナルファンタジーVI（1999年3月11日、4,800円、RPG）※コンビニ専売
- ファイナルファンタジーコレクション（1999年3月11日、6,800円、RPG）※ディスク3枚組
- チョコボレーシング 〜幻界へのロード〜（1999年3月18日、5,800円、レース）
- サガ フロンティア2（1999年4月1日、6,800円、RPG）
- サイバーオーグ（1999年4月22日、5,800円、アクション）
- レーシングラグーン（1999年6月10日、5,800円、レース・RPG）
- 聖剣伝説 レジェンド オブ マナ（1999年7月15日、6,800円、アクションRPG）
- フロントミッションサード（1999年9月2日、6,800円、シミュレーションRPG）
- デュープリズム（1999年10月14日、5,800円、アクションRPG）
- クロノ・トリガー（1999年11月2日、4,800円、RPG）
- クロノ・クロス（1999年11月18日、6,800円、RPG）※ディスク2枚組
- パラサイト・イヴ2（1999年12月16日、6,800円、アクションRPG）※ディスク2枚組
- チョコボスタリオン（1999年12月22日、4,800円、シミュレーション）
- チョコボコレクション（1999年12月22日、7,800円、その他）※ディスク3枚組
- ベイグラントストーリー（2000年2月10日、6,800円、RPG）
- ファイナルファンタジーIX（2000年7月7日、7,800円、RPG）※ディスク4枚組
- ファイナルファンタジー（2002年10月31日、3,800円、RPG）
- ファイナルファンタジーII（2002年10月31日、3,800円、RPG）
- ファイナルファンタジーI・II プレミアムパッケージ（2002年10月31日、8,800円、RPG）※ディスク2枚組

### ワンダースワン用ソフト
- はたらくチョコボ（2000年9月21日、4,200円、シミュレーション）
- ファイナルファンタジー（2000年12月9日、4,800円、RPG）
- ワイルドカード（2001年3月29日、4,300円、カードゲーム・RPG）
- ファイナルファンタジーII（2001年5月3日、5,200円、RPG）
- ブルーウィングブリッツ（2001年7月5日、4,700円、シミュレーションRPG）
- ロマンシング サ・ガ（2001年12月20日、5,200円、RPG）
- 半熟英雄 ああ世界よ半熟なれ…!!（2002年2月14日、5,200円、シミュレーションRPG）
- 魔界塔士Sa・Ga（2002年3月20日、5,200円、RPG）
- ファイナルファンタジーIV（2002年3月28日、5,200円、RPG）
- フロントミッション（2002年7月12日、5,200円、シミュレーションRPG）

### PlayStation 2用ソフト
- DRIVING EMOTION TYPE-S（2000年3月30日、6,800円、レース）
- オールスター・プロレスリング（2000年6月8日、6,800円、アクション）
- 劇空間プロ野球 AT THE END OF THE CENTURY 1999（2000年9月7日、6,800円、スポーツ）
- バウンサー（2000年12月23日、6,800円、アクションRPG）
- ファイナルファンタジーX（2001年7月19日、8,800円、RPG）
- オールスター・プロレスリングII（2001年11月22日、6,800円、アクション）
- ファイナルファンタジーX インターナショナル（2002年1月31日、7800円、RPG）
- キングダム ハーツ（2002年3月28日、6,800円、アクションRPG）
- 日米間プロ野球 FINAL LEAGUE（2002年4月25日、6,800円、スポーツ）
- ファイナルファンタジーXI（2002年5月16日、7,800円、オンラインRPG）
- ワールドファンタジスタ（2002年6月6日、6,800円、スポーツ）
- アンリミテッド:サガ（2002年12月19日、6,800円、RPG）
- キングダムハーツ -FINAL MIX-（2002年12月26日、6,800円、アクションRPG）
- ファイナルファンタジーX-2（2003年3月13日、7,800円、RPG）

### ゲームボーイアドバンス用ソフト
- チョコボランド（2002年12月13日、4,800円、ボードゲーム）
- ファイナルファンタジータクティクスアドバンス（2003年2月14日、5,800円、シミュレーションRPG）

会社が合併した2003年4月以降に発売されたソフトについては、スクウェア・エニックスのゲームタイトル一覧の項目で掲載。

## 社名の由来

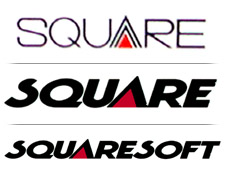
スクウェアの過去のロゴ一覧。

ゴルフのアドレスやグリップで使われる「スクウェア」が由来である。
スクウェア（square）には「正方形」「広場」「頑固な」「きちんとした」などの意味があり、ゴルフでは飛球線に対して90度に正対している状態を指す。問題に対して逃げ腰ではなく、直視していく企業体を目指す意味で名付けられた。また、ゲームソフトのクリエーター達が集まる広場「スクウェア」を意味している。会社生誕の地である四国（四角形から）への謝意、先端機器が整備された製作環境の中で、クリエーター達が豊かな感性と創造力を発揮し、世界に通用するエンタテインメントを提供する国際的企業となる思いが込められている。
1992年（平成4年）、水野哲夫社長就任後にCIを導入。ロゴタイプが改められ、以後発売の製品には「SQUARESOFT」（スクウェアソフト）ブランドを用いていた。初期の雑誌広告などではスクエアーソフトという表記も確認されている。
一時期使用していたサブブランド「AQUES（アクエス）」の由来はAdvanced QUality of Entertainment&Sports の頭文字を取ったもの。